# 啟德大廈
啟德大廈（英語：Kai Tak Mansion）位於香港九龍平山觀塘道53-55A號，毗鄰三山國王廟、聖若瑟英文小學及啟業邨。
於1961年建成入伙，2016年12月清拆，2017年底已清拆為空地，現重建為泰峯，在2024年3月17日首輪銷售發售336伙，即日沽255伙，套現逾17億元。發展商最新加推132伙 ，加推單位折實售價約381.6萬元起，最低折實呎價由約13,800元起，並將於3月22日公開發售，同時亦推出50個單位於本周五起以招標形式發售。

## 歷史

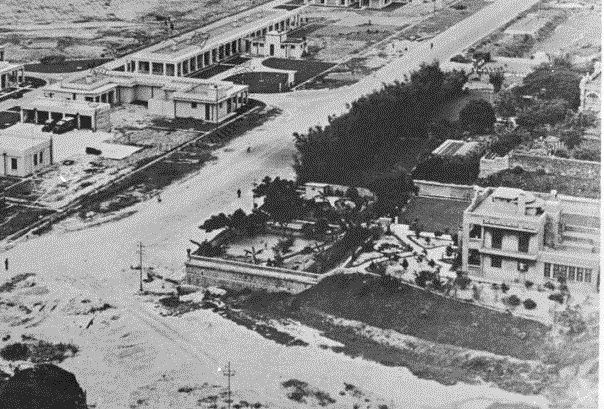
重建前為前皇家空軍宿舍，為圖中西式別墅對上位置

大廈鄰近舊啟德機場，前身為前皇家空軍宿舍，是皇家空軍（英軍）基地建築群的一部分。於1961年重建為共四座的啟德大廈。

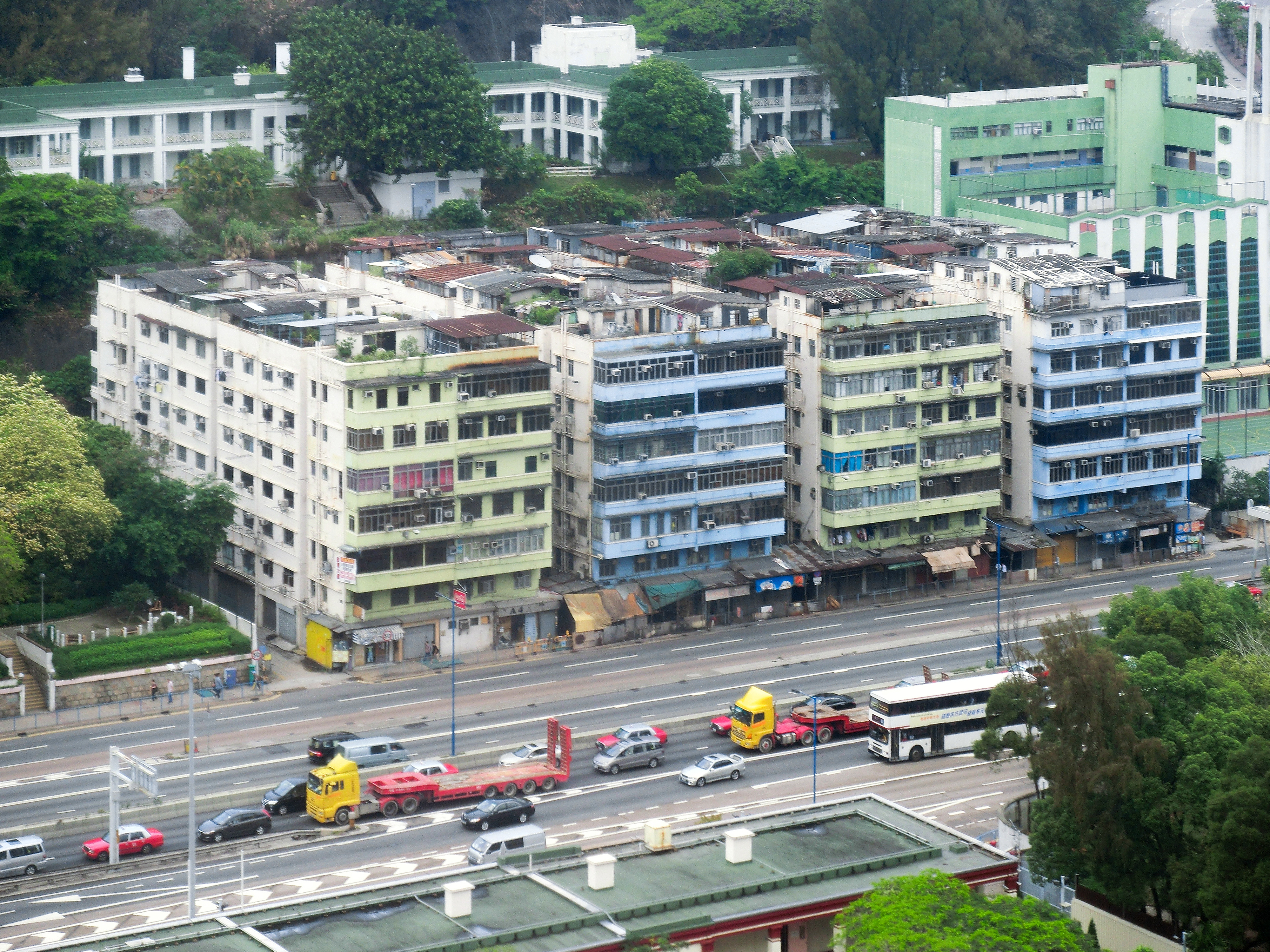
高空看啟德大廈

2016年4月，王新興集團旗下的東展有限公司透過強制拍賣，以底價22.93億元統一啟德大廈業權，準備拆卸重建，將提供至少400個住宅單位，樓面約40多萬方呎。不過大廈在同年11月30日屆滿前仍有30多戶正等候公屋，近半為南亞裔人士，希望發展商將搬遷限期延長至12月底。發展商表示將截斷水電及圍封，工程人員亦以鐵絲網燒焊圍封部分路巷出入口。

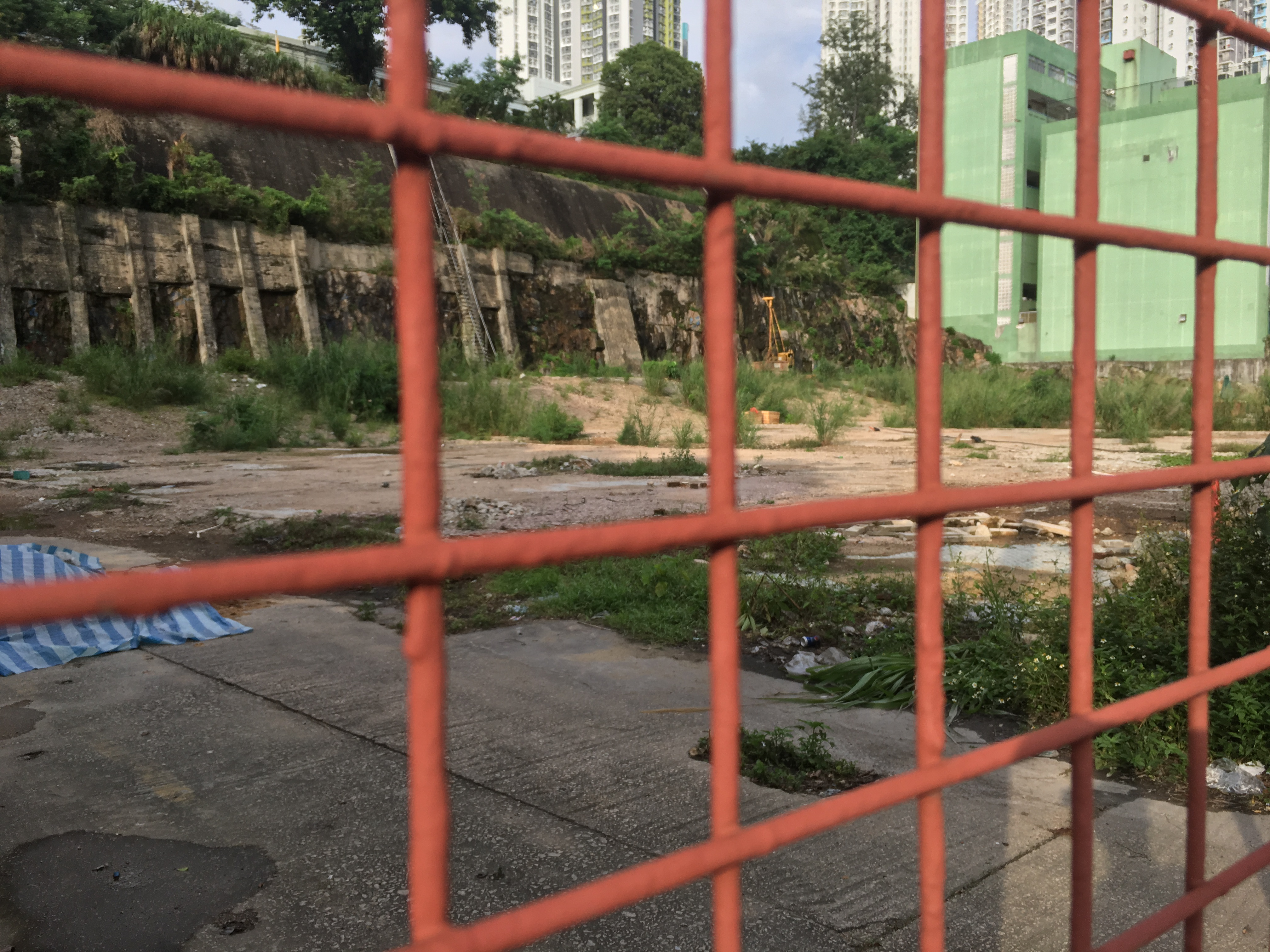
清拆後的啟德大廈原址

2017年8月4日，城規會早前對《牛頭角及九龍灣分區計劃大綱草圖》進行修訂，建議將王新興旗下坪石啟德大廈的高度放寬至主水平基準上140米。諮詢期內收到8,460份申述，大部分反對發展。王新興亦呈交申述反對，不同意啟德大廈的高度限制，並提交一份主水平基準上160 米的擬議發展方案。
2022年1月14日，王新興集團以30.61億元完成啟德大廈重建項目補地價，地盤佔地約6.15萬平方呎，擬建兩幢樓高約34層、另設4層平台的商住大廈，落成後總樓面面積約526,489平方呎，料涉及808伙。以補地價金額30.61億元計，每呎補地價約5,819元。

## 樓宇資料
於1961年建成共四座的啟德大廈，分別為A座（53號）、B座（53A號）、C座（55號）及D座（55A號）。
地下設有商鋪，1至6樓以上是住宅，每層有12個單位，建築面積由500至750平方呎不等。

## 昔日居民
- 王書麒：香港男演員[註 1]
- 石修：香港男演員[4]

## 圖庫

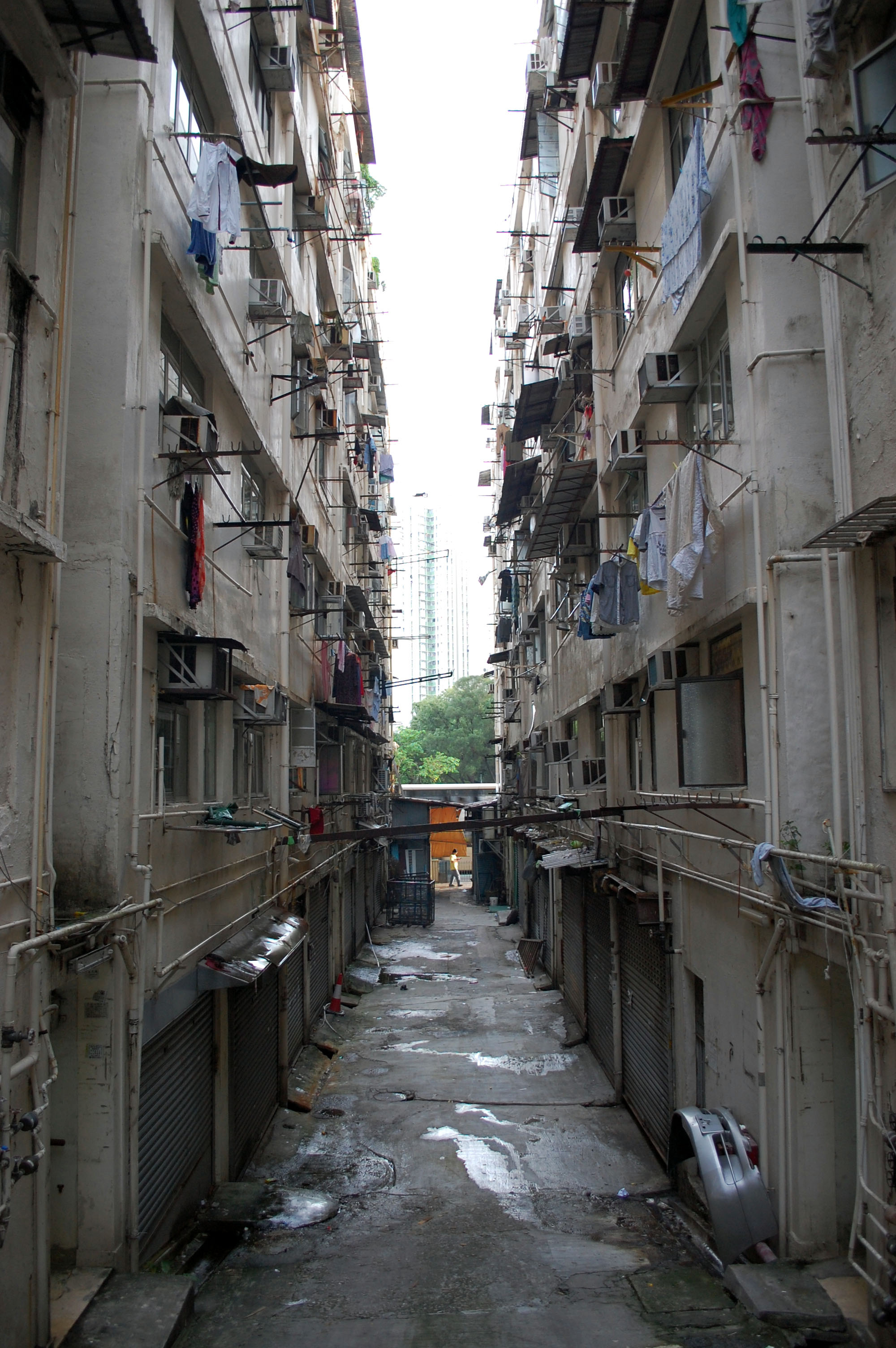
大廈內巷
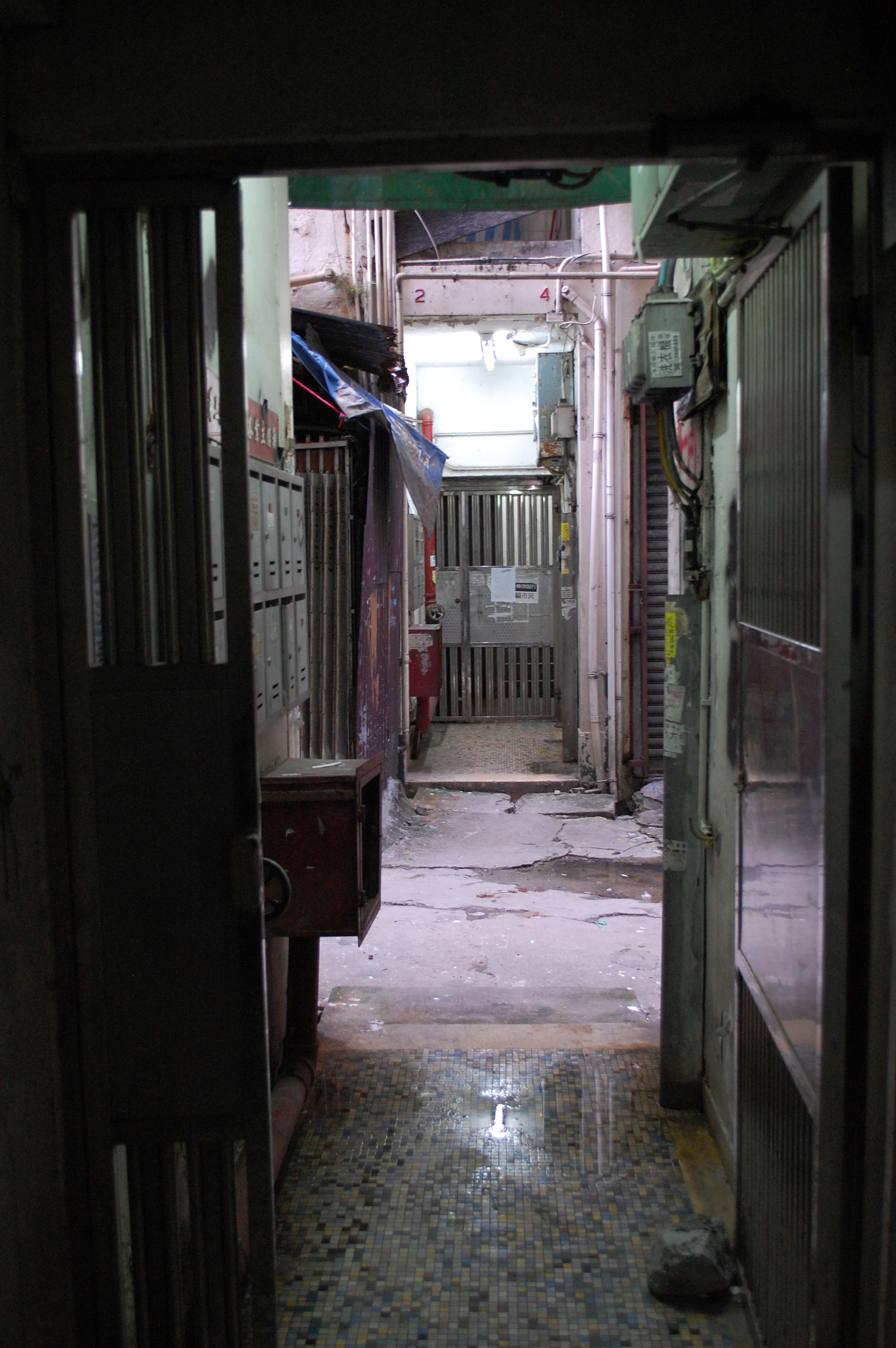
大廈入口
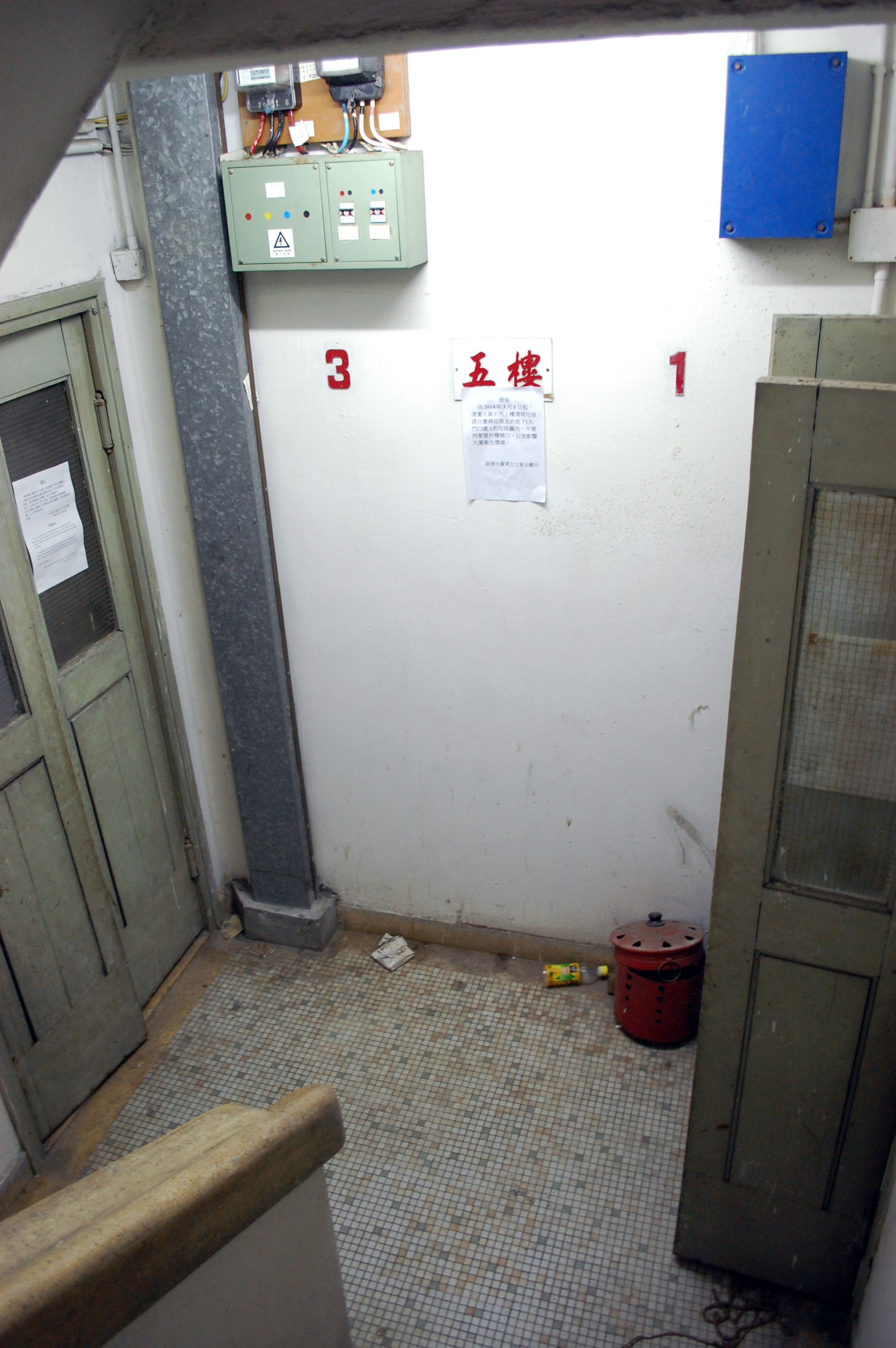
樓梯間
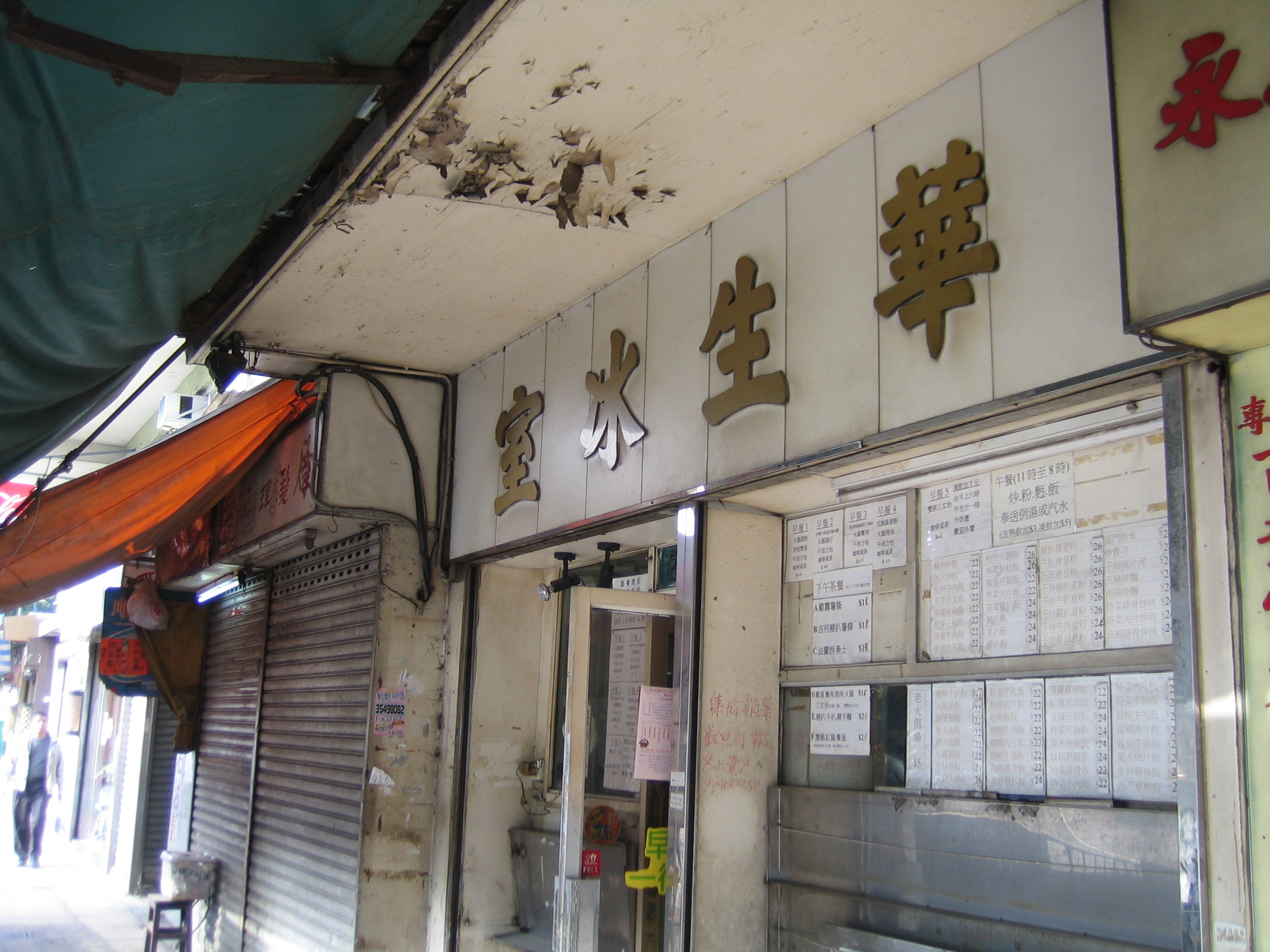
華生冰室
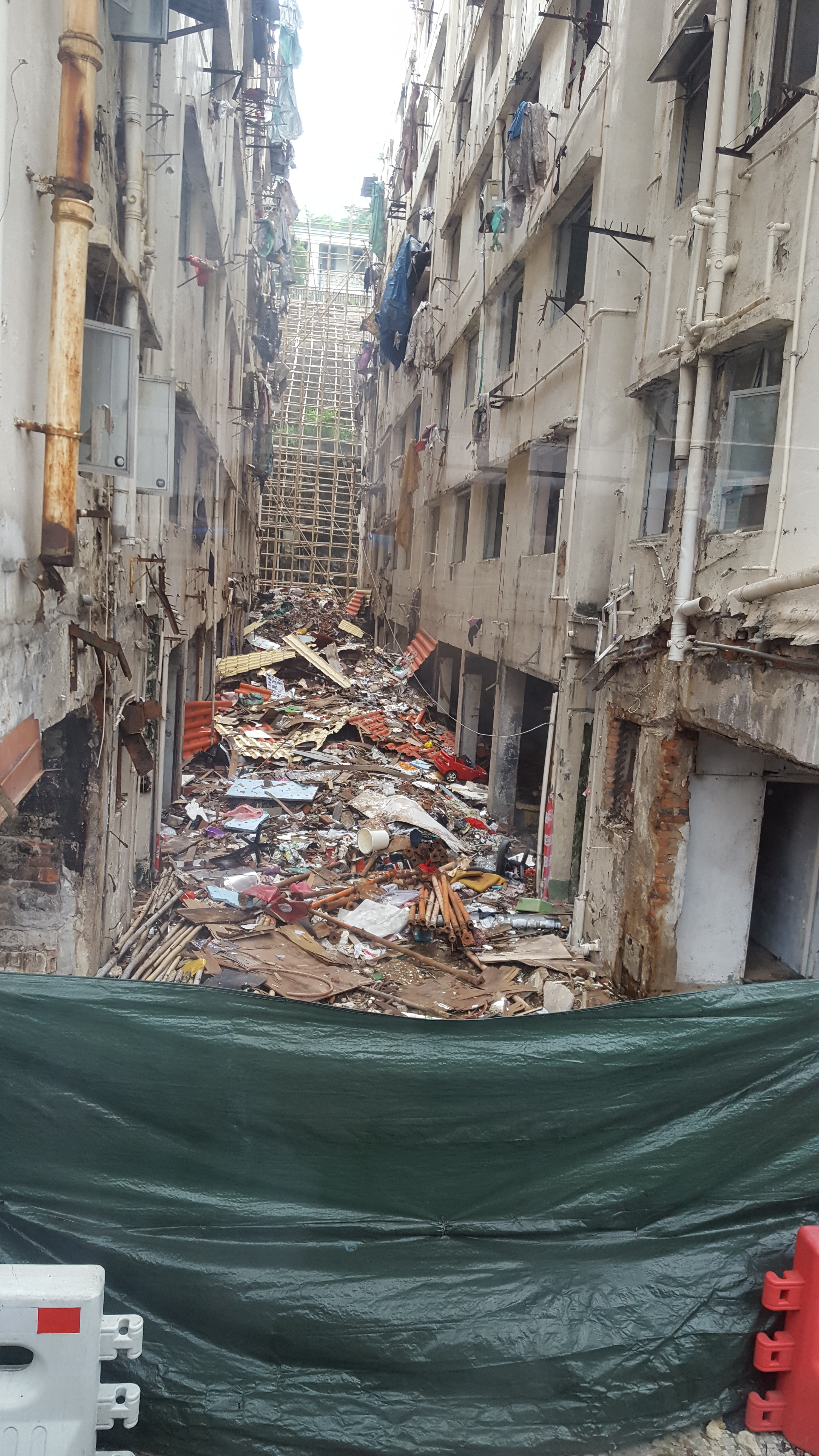
2017年清拆中的啟德大廈內巷
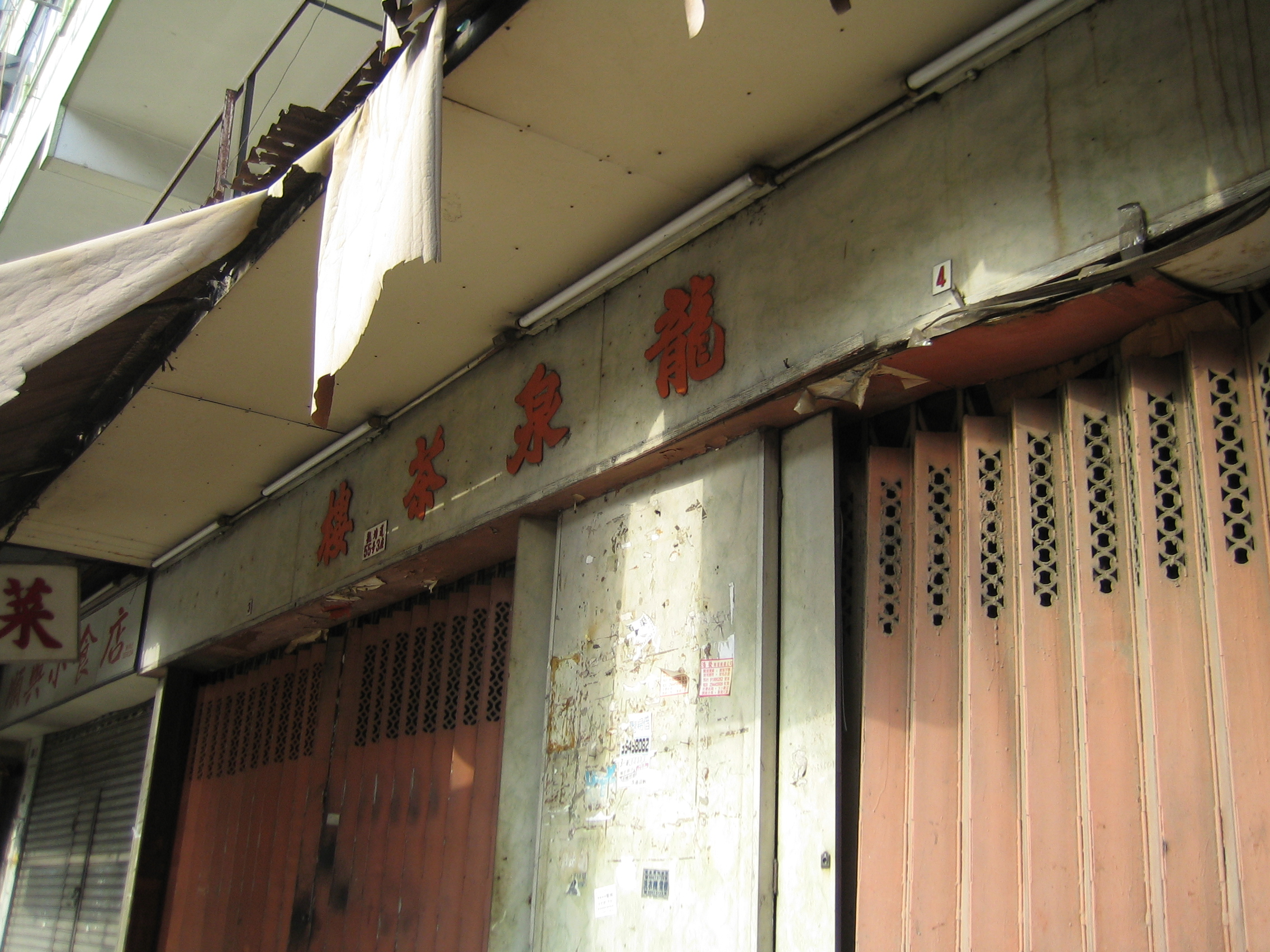
龍泉茶樓（又稱黃泉）， 前身為空軍食堂
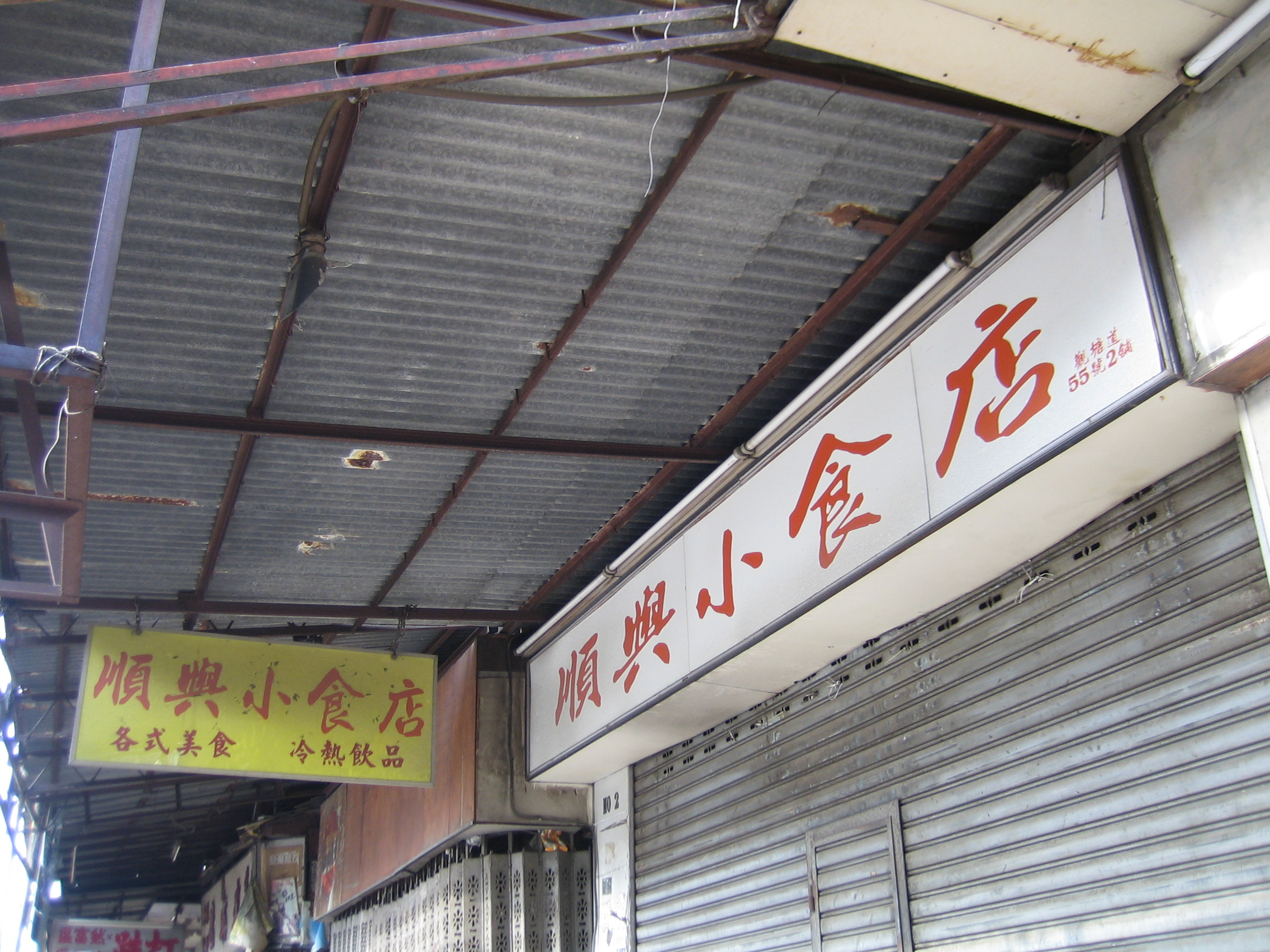
順興小食店
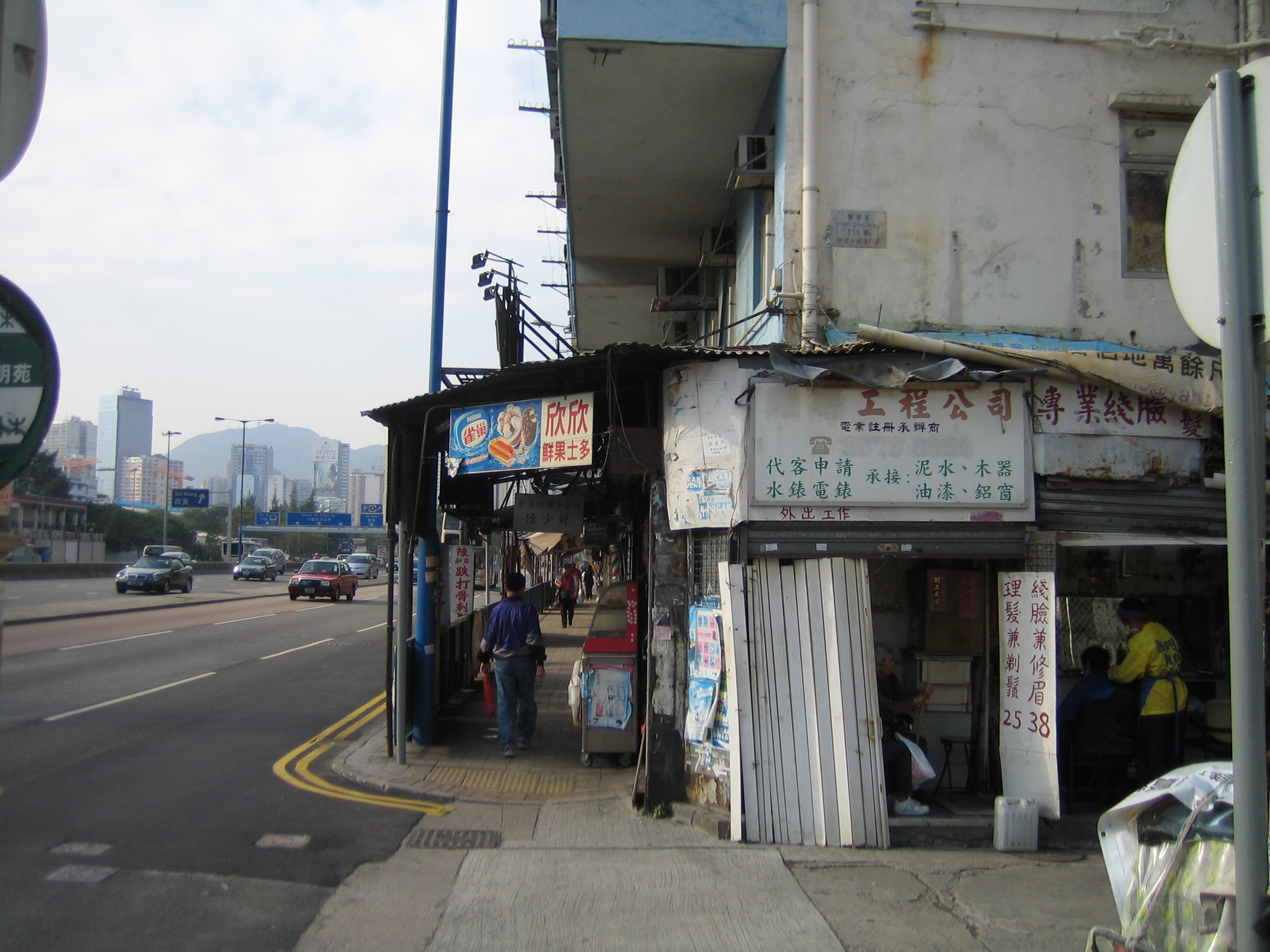
「欣欣鮮果士多」地舖，前身「京華士多」

## 外部連結
维基共享资源上的相關多媒體資源：啟德大廈